# 磨坪乡
磨坪乡，是中华人民共和国湖北省宜昌市秭归县下辖的一个乡镇级行政单位。

## 行政区划
磨坪乡下辖以下地区：
磨坪村、天井坪村、一篮村、龙潭坪村、柏家坪村、六家包村、送甲山村、雁落坪村、银坪村、三墩岩村、升坪村和杨林村。